# Taeniodera steinkei
Taeniodera steinkei är en skalbaggsart som beskrevs av Reichenbach 1996. Taeniodera steinkei ingår i släktet Taeniodera och familjen Cetoniidae. Inga underarter finns listade i Catalogue of Life.